# Parectropis cornelseni
Parectropis cornelseni là một loài bướm đêm trong họ Geometridae.